# دريجة ألبية

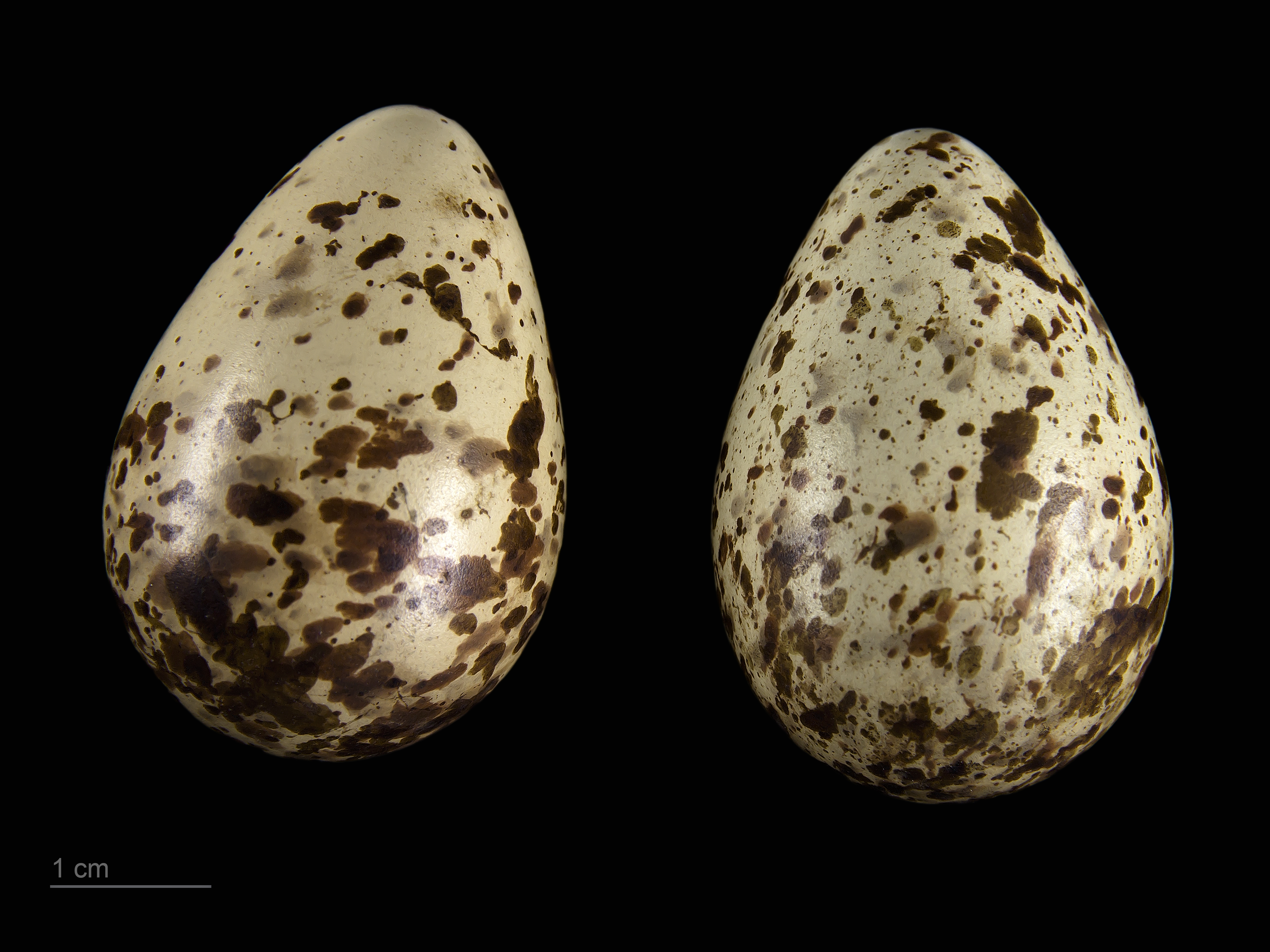
Calidris alpina alpina

دريجة ألبية أو  دريجة رهيز  أو دريجة الألب (الاسم العلمي: Calidris alpina) (بالإنجليزية: Dunlin)‏ هو نوع من الطيور يتبع جنس الدريجة من فصيلة دجاج الارض.
طائر خواض صغير الحجم ومنقاره طويل لونه من أعلى بني مسود وأسفل جسمه أبيض، في فترة التزاوج في الصيف تكون له بقعة سوداء أسفل بطنه. يشاهد على المسطحات الطينية وبرك الماء العذبة والسواحل ويعتبر في الكويت مهاجر شائع جداً.

## وصلات خارجية
- الحيوان البري في البلاد العربية من الموسوعة العربية العالمية
- موقع طيور الكويت فيه صور لطائر الهدهد في الكويت وغيره من الطيور